# Panulirus argus
Panulirus argus, també coneguda com a llagosta de Florida o llagosta de les Índies Occidentals, és una espècie de crustaci decàpode de la família Palinuridae que viu als esculls i manglars de la zona occidental de l'oceà Atlàntic.

## Biologia
Com la majoria de decàpodes, les llagostes de Florida femella porten els ous externament. Comencen la vida com a larves microscòpiques lliures. Després de fer diverses mudes es dipositen al fons del mar i viuen en forats o esquerdes dels esculls o entre les arrels dels manglars. A mesura que creixen muden l'exoesquelet per donar cabuda a uns òrgans cada vegada més grans. Igual que en altres decàpodes, després de la muda, el nou exoesquelet és tou i s'ha d'endurir. Durant aquest temps, les llagostes són molt vulnerables a la depredació i, en conseqüència, fins que el nou exoesquelet no s'endureix completament, són molt retretes. Consumeixen detritus, materials vegetals i els peixos i altres animals morts que troben a la zona inferior.

## Hàbitat
Es troben en profunditats de fins a 90 m des del Brasil fins a Carolina del Nord, incloent-hi tot el golf de Mèxic, el mar Carib, les Bahames, les illes Bermudes i l'est de Sud-amèrica, amb troballes ocasionals a l'Àfrica Occidental. A pesar que viuen a tot el golf de Mèxic, al nord del golf en general només es troben en profunditats de 33 m, sobretot a causa de la variació estacional de la temperatura de l'aigua. Al voltant de la porció sud de la península de Florida i al llarg de les Bahames i el Carib es troben en aigües somes. En general, prefereixen hàbitats amb algun tipus de cobertura i es poden trobar al voltant dels esculls de coral, esculls artificials, esponges, ponts de fusta, molls i entre les arrels dels manglars.

## Consum humà
És el principal producte d'alimentació que exporten les Bahames, i als Keys de Florida rivalitza pel seu valor comercial amb la indústria de la gambeta. Al sud de Florida, el Carib i les Bahames és buscada àvidament tant per a ús comercial com per a l'activitat esportiva dels bussejadors. A Florida, la llagosta es consumeix, en general, des de començaments d'agost fins a finals de gener. Just uns dies abans de començar la temporada regular de caça de llagosta es fa un minisessió recreativa per a bussejadors en què es premia la caça d'aquesta espècie. Els bussejadors poden capturar les llagostes amb la mà enguantada, fent-los "pessigolles" amb un tac o un pal per obligar-les a sortir del cau. A les Bahames i al Carib també es cacen amb arpó, cosa prohibida a Florida. La captura amb finalitats comercials es fa amb paranys semblants als que fan servir els pescadors de llagostes a Nova Anglaterra. Els paranys se solen encebar amb peixos morts o colls de pollastre.